# یوانما (بازیکن فوتبال، زاده ۱۹۸۱)
یوانما (انگلیسی: Juanma؛ زادهٔ ۲۹ مهٔ ۱۹۸۱) بازیکن فوتبال اهل اسپانیا است.
از باشگاه‌هایی که در آن بازی کرده‌است می‌توان به باشگاه فوتبال دپورتیوو آلاوس، باشگاه فوتبال رکریتیوو اوئلوا، باشگاه فوتبال رئال بتیس، باشگاه فوتبال لوانته، و باشگاه فوتبال ویارئال اشاره کرد.